# Whatever Gets You Thru The Night
Whatever Gets You Thru The Night este un cântec de-al lui John Lennon de pe albumul său din 1974, Walls and Bridges. A fost singura piesă a lui Lennon care a atins primul loc în topuri cât acesta a fost în viață. În acest cântec, Lennon a fost acompaniat de Elton John ca voce de fundal și instrumental la pian. Elton John a pus pariu cu Lennon că piesa va ajunge pe primul loc în topuri. Lennon ar fi spus că va apărea într-un spectacol de-al lui Elton John, dacă melodia va ajunge într-adevăr în fruntea clasamentelor. Astfel, cum Elton John a câștigat pariul, Lennon a apărut la concertul acestuia de Ziua Recunoștinței de la Madison Square Garden pe 28 noiembrie 1974. A fost ultima apariție live majoră din viața lui Lennon. Lennon a fost ultimul dintre The Beatles care a reușit să atingă primul loc în top cu o piesă solo.